# Hilary Alexander
Hilary Alexander OBE (Napier, Nueva Zelanda; 5 de febrero de 1946-Londres, 5 de febrero de 2023) fue una periodista neozelandesa-británica y ex directora de moda del Daily Telegraph. Fue nombrada dos veces Periodista del Año (1997 y 2003) en los British Fashion Awards. Fue editora general de Hello Fashion Monthly y trabajó como estilista y locutora independiente.

## Carrera
Nacida en Napier, Nueva Zelanda, Alexander comenzó su carrera como periodista a la edad de 16 años como reportera en prácticas para el Manawatu Evening Standard, antes de convertirse en reportera de The Dominion en Wellington. Continuó trabajando como periodista en Australia para Ballarat Courier y Wollongong Mercury, antes de convertirse en editora de moda de The China Mail y editora de artículos del Hong Kong Standard con sede en Hong Kong. Se convirtió en editora de moda del Daily Telegraph en enero de 1985 antes de convertirse en directora de moda en 2003.
En junio de 2011, el British Fashion Council y el Daily Telegraph organizaron una fiesta para celebrar la carrera de Alexander en la moda. Se encargó especialmente para el evento un video divertido titulado Hilary Alexander Tribute, completo con citas de colegas y amigos, incluidos Sir Philip Green, Claudia Schiffer, Suzy Menkes, Stephen Jones (sombrerero) y Harold Tillman, quien la describió cariñosamente como un "personaje más grande que la vida" y "adicta al trabajo".
También en 2011, Diane von Fürstenberg, que se desempeñaba como presidenta del Consejo de Diseñadores de Moda de América, rindió homenaje a Alexander cuando ganó el premio especial Eugenia Sheppard Media Award de la CFDA. El diseñador Michael Kors, quien presentó el premio, la llamó "insumergible".
En abril de 2013, Alexander conmemoró la muerte de la ex primera ministra Margaret Thatcher con un análisis para el Daily Telegraph de su estatus como "un icono de estilo global", explicando cómo su imagen estaba "más allá de los dictados de cualquier diseñador, y mucho menos de la pasarela".

## Trabajo en televisión
Alexander tenía una amplia experiencia en televisión que incluía tres años en Style Challenge de BBC 2, apariciones en GMTV, Lorraine Kelly, BBC Breakfast y varios documentales para BBC One, BBC Two y Channel 4. También apareció en canales nacionales de Alemania, Francia, España, Rusia y China; Eslabón más débil y Strictly Come Dancing: Se necesitan dos (BBC); y a menudo fue entrevistado para algunos canales de cable de moda, incluidos Fashion File, Fashion TV y Video Fashion, así como para algunas estaciones de radio. Alexander fue la estilista habitual y presentadora de los desfiles Designer Catwalk en el Clothesshow Live anual en Birmingham. Fue la estilista destacada en la serie Britain's Next Top Model  en 2005 y 2006 y también apareció en la serie de 2016.

## Honores
En mayo de 2001, Alexander recibió el título de Profesor Visitante de la Universidad de las Artes de Londres (el antiguo Instituto de Londres), que es responsable de las facultades de moda, Central Saint Martins y London College of Fashion y las facultades de arte de Chelsea y Camberwell. En noviembre de 2007, recibió el título honorífico de Doctora en Diseño de la Universidad de Nottingham Trent.
Alexander fue nombrada Oficial de la Orden del Imperio Británico (OBE) en los Honores de cumpleaños de 2013 por sus servicios al periodismo de moda.

## Muerte
Alexander murió después de una cirugía en Londres el 5 de febrero de 2023, en su cumpleaños 77.